# Martisberg
Martisberg (toponimo tedesco) è una frazione di 16 abitanti del comune svizzero di Bettmeralp, nel Canton Vallese (distretto di Raron Orientale).

## Storia

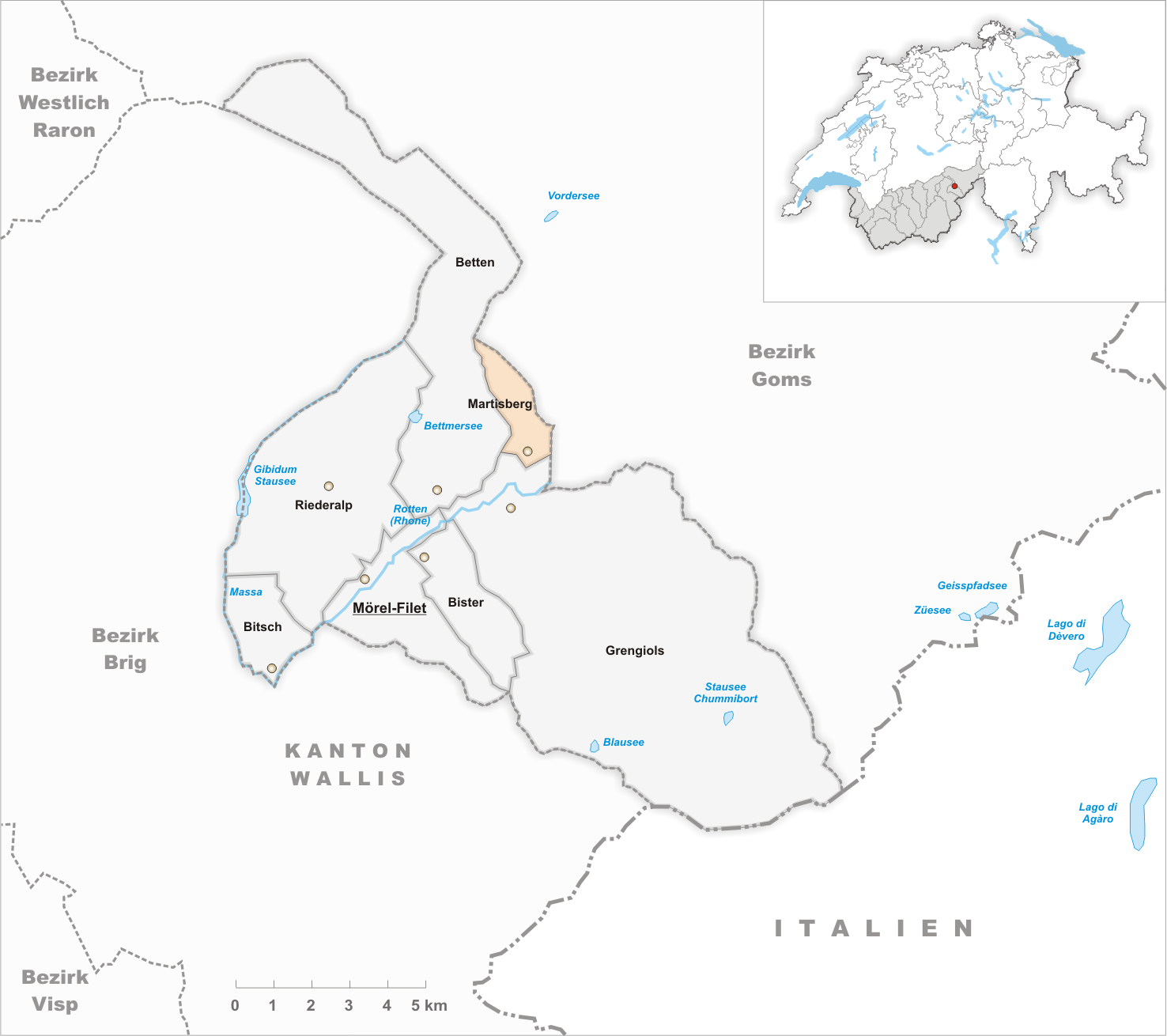
Il territorio del comune di Martisberg prima degli accorpamenti comunali del 2014

Già comune autonomo che si estendeva per 3,0 km², nel 2014 è stato accorpato all'altro comune soppresso di Betten per formare il nuovo comune di Bettmeralp.

## Monumenti e luoghi d'interesse
- Cappella cattolica di Sant'Antonio, eretta nel 1950-1951[1].

## Società

### Evoluzione demografica
L'evoluzione demografica è riportata nella seguente tabella:
Abitanti censiti

## Amministrazione
Ogni famiglia originaria del luogo fa parte del cosiddetto comune patriziale e ha la responsabilità della manutenzione di ogni bene ricadente all'interno dei confini della frazione.